# Olympische Sommerspiele 2008/Teilnehmer (Ghana)
| Gelbes Symbol für Goldmedaillen mit stilisierten Olympischen Ringen | Graues Symbol für Silbermedaillen mit stilisierten Olympischen Ringen | Braundes Symbol für Bronzemedaillen mit stilisierten Olympischen Ringen |
| ------------------------------------------------------------------- | --------------------------------------------------------------------- | ----------------------------------------------------------------------- |
| —                                                                   | —                                                                     | —                                                                       |

Ghana nahm an den Olympischen Sommerspielen 2008 in Peking mit neun Sportlern teil. Für das westafrikanische Land war es die 12. Teilnahme seit dem Debüt im Jahr 1952.

## Teilnehmer nach Sportarten

### Boxen
| Name                  | Disziplin          | Ergebnis |
| --------------------- | ------------------ | -------- |
| Prince Dzanie         | Federgewicht       | 1. Runde |
| Samuel Kotey Neequaye | Halbweltergewicht  | 1. Runde |
| Manyo Plange          | Halbfliegengewicht | 2. Runde |
| Bastir Samir          | Halbschwergewicht  | 2. Runde |
| Issah Samir           | Bantamgewicht      | 1. Runde |
| Ahmed Saraku          | Mittelgewicht      | 1. Runde |

### Leichtathletik
| Name        | Disziplin | Platz         |
| ----------- | --------- | ------------- |
| Seth Amoo   | 200 Meter | 1. Runde      |
| Vida Anim   | 100 Meter | Halbfinale    |
| Vida Anim   | 200 Meter | 1. Runde      |
| Aziz Zakari | 100 Meter | Viertelfinale |